# Adolf Eichmann

SS-Obersturmbannführer Adolf Eichmann 1942

Otto Adolf Eichmann (* 19. März 1906 in Solingen; † 1. Juni 1962 in Ramla bei Tel Aviv, Israel) war ein deutscher SS-Obersturmbannführer und NS-Verbrecher. Während der Zeit des Nationalsozialismus und des Zweiten Weltkrieges leitete er in Berlin das „Eichmannreferat“. Diese zentrale Dienststelle des Reichssicherheitshauptamtes (RSHA, mit dem Kürzel IV B 4) organisierte die Verfolgung, Vertreibung und Deportation von Juden und war mitverantwortlich für die Ermordung von schätzungsweise sechs Millionen Menschen im weitgehend vom NS-Staat besetzten Europa. Im Mai 1960 wurde er von israelischen Agenten aus Argentinien entführt und nach Israel gebracht, wo ihm ein öffentlicher Prozess gemacht wurde. Er wurde zum Tode verurteilt und in der Nacht vom 31. Mai auf den 1. Juni 1962 durch Hängen hingerichtet.

## Leben

### Jugend und Ausbildung
Eichmanns Vater Karl Adolf zog im Jahre 1914 mit seiner Frau Maria, geb. Schefferling, und den sechs Kindern von Solingen, wo er als Buchhalter für die Elektrizitäts- und Straßenbahngesellschaft tätig war, ins österreichische Linz, in die Bischofstraße 3. Dort starb seine Frau am 24. August 1916.
Adolf Eichmann verließ als einziger (und ältester) Sohn das Bundesrealgymnasium Linz Fadingerstraße ohne Abschluss, während alle seine Geschwister die Realschule erfolgreich beendeten. Als sein Vater die österreichische Staatsbürgerschaft erhielt, war Adolf schon volljährig. Dadurch blieb er im Gegensatz zu seinen jüngeren Geschwistern deutscher Staatsbürger.
Während seiner Schulzeit lernte er Ernst Kaltenbrunner kennen, der später als Chef der Sicherheitspolizei und des SD sein Vorgesetzter wurde. Auch Adolf Hitler hatte diese Schule besucht, allerdings von 1900 bis 1904. Eichmann begann 1921 eine Ausbildung zum Mechaniker an der Höheren Bundeslehranstalt für Elektrotechnik, Maschinenbau und Hochbau in Linz.
Eichmann verließ die Bundeslehranstalt im Jahre 1921 wiederum ohne einen Abschluss und war ab 1923 zunächst Arbeiter in der Untersberger Bergbaugesellschaft, in der auch sein Vater arbeitete, von 1925 bis 1927 Verkäufer für die Oberösterreichische Elektrobau AG und schließlich bis zum Frühjahr 1933 Vertreter für das Bundesland Oberösterreich bei der Vacuum Oil Company AG, einer Tochterfirma von Standard Oil.
Am 21. März 1935 heiratete er Vera Liebl (1909–1997), mit der er vier Söhne hatte (Klaus, * 1936 in Berlin, Horst Adolf, * 1940 in Wien, Dieter Helmut, * 1942 in Prag, und Ricardo Francisco, * 1955 in Buenos Aires).
Adolf Eichmanns Bruder Helmut (* 1910) fiel am 3. März 1942 an der Ostfront.

### Positionen und Funktionen in NSDAP und SS

#### Laufbahn vor 1941

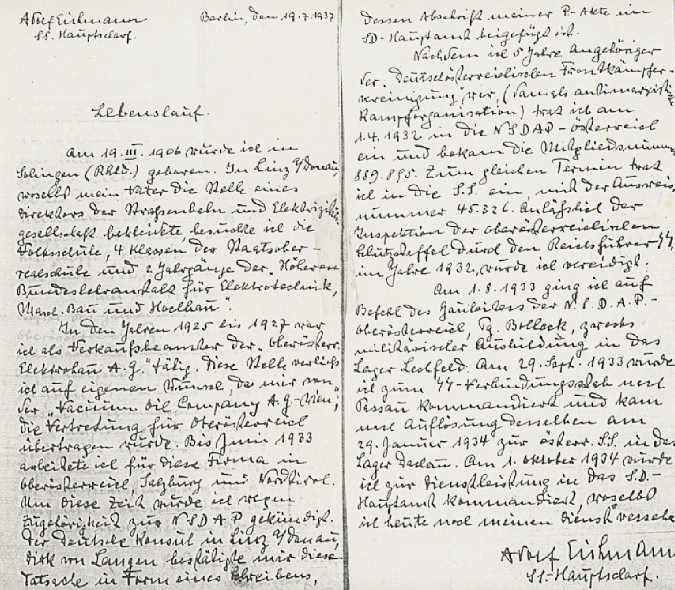
Eigenhändiger Lebenslauf (Juli 1937)

Eichmann trat im Jahre 1927 der Frontkämpfervereinigung Deutsch-Österreichs bei, zum 1. April 1932 schloss er sich der österreichischen NSDAP (Mitgliedsnummer 899.895) und im selben Monat der SS an (SS-Nummer 45.326). Als am 19. Juni 1933 die NSDAP und alle ihre Gliederungen in Österreich verboten wurden, ging er im Juli nach Bayern, wo er als Mitglied der Österreichischen Legion zunächst in Klosterlechfeld und später in Dachau eine vierzehnmonatige paramilitärische Ausbildung bei der SS absolvierte. Hier meldete er sich im Oktober 1934 freiwillig zum Sicherheitsdienst (SD) der SS nach Berlin.
Zunächst arbeitete er dort als Hilfskraft in der SD-Abteilung II 111, die unter anderem für den Aufbau einer sogenannten Freimaurerkartei zuständig war. Im Juni 1935 wurde Eichmann in die neugeschaffene Abteilung II 112 (Juden) versetzt, in der er das Referat (Zionisten) leitete. In enger Zusammenarbeit mit der Gestapo war er hier zunächst vor allem darum bemüht, die damals so genannte Auswanderung – d. h. Vertreibung – der Juden aus Deutschland voranzutreiben. Sein Vorgesetzter war bis Ende 1936 Leopold von Mildenstein, der ihn auch in das Amt geholt hatte, und ab 1937 Herbert Hagen. Eine im Januar 1937 vorgelegte Denkschrift Zur Judenfrage stammt wahrscheinlich von Eichmann. Darin erklärte er das Judentum zu einer Nation, die „ein ewiger Feind des Nationalsozialismus“ sei. Die daher nötige „‚Entjudung Deutschlands‘“ könne „nur erfolgen, wenn den Juden in Deutschland die Lebensbasis, d. h. die wirtschaftliche Betätigungsmöglichkeit, genommen wird“. Eichmann schlug eine systematische Arisierung vor. Ergänzend riet er zu wenngleich illegalen Pogromen wie dem Kurfürstendamm-Krawall von 1935: „Das wirksamste Mittel, um den Juden das Sicherheitsgefühl zu nehmen, ist der Volkszorn, der sich in Ausschreitungen ergeht“. Insgesamt gelte es, „Auswanderung nach Gebieten, wo die Juden dem Reich nicht schaden können, zu fördern“, das heißt in Länder, die auf keiner hohen Kulturstufe stünden und wo sie „nur unter entbehrungsreicher Arbeit sich erhalten“ könnten. Als solche Länder sah er einige Staaten Südamerikas sowie Palästina an und empfahl eine „Zentralstelle“, um die jüdische Auswanderung in diese Gebiete zu fördern. Auf eine Einladung zionistischer Funktionäre reiste Eichmann gemeinsam mit Hagen 1937 nach Palästina. Dort besuchten sie Haifa und wanderten durch das Karmel-Gebirge. Nach wenigen Tagen wurden Eichmann und Hagen jedoch von der britischen Mandatspolizei nach Ägypten abgeschoben.
Nach dem Anschluss Österreichs im Jahre 1938 wurde Eichmann als SD-Führer zum SS-Oberabschnitt Donau versetzt. In Wien kommandierte er, entgegen seiner Behauptung und dem Urteil im späteren Prozess, während der „Kristallnacht“ Zerstörungs-Einheiten.
Er baute zusammen mit seinem Stellvertreter Alois Brunner die Zentralstelle für jüdische Auswanderung in Wien auf, welche die erzwungene Ausreise der jüdischen Bevölkerung aus Österreich betrieb. Um Juden aus Wien bei der Flucht ins Ausland zu helfen, mussten Einrichtungen wie die Schwedische Israelmission in Wien mit Eichmann zusammenarbeiten. Im März 1939 wurde er mit der Errichtung einer Auswanderungsbehörde in Prag nach demselben Modell wie in Wien beauftragt. Ende 1939/Anfang 1940 wurde Eichmann anstelle von Heinrich Müller Geschäftsführer der zuvor von Hermann Göring eingerichteten Reichszentrale für jüdische Auswanderung in Berlin und wurde Leiter des Referats IV B 4 (Judenangelegenheiten, Räumungsangelegenheiten, Einziehung volks- und staatsfeindlichen Vermögens und Aberkennung der deutschen Reichsangehörigkeit) beim Reichssicherheitshauptamt (RSHA) in Berlin. Die „Wiener Erfolge“ (in ca. 18 Monaten wurden 150.000 Juden vertrieben) ließen sich in dieser Form – unter anderem wegen des Kriegsbeginns und weil immer weniger Staaten bereit waren, die Flüchtlinge aufzunehmen – nicht mehr wiederholen. Auch die Pläne zur Judenvertreibung nach Madagaskar und Nisko scheiterten.

#### Eichmann und die industrielle Menschenvernichtung
Im Juli 1941 wurde Eichmanns Referat im Zuge einer Umstrukturierung des RSHA und infolge des erlassenen Auswanderungsverbots für Juden (Herbst 1941) der Abteilung IV B als Referat 4 (Juden- und Räumungsangelegenheiten) angegliedert. Als Referatsleiter war Adolf Eichmann für die gesamte Organisation und Koordination der Deportation von Juden aus Deutschland und den besetzten europäischen Ländern zuständig. Ihm unterstand die Planung sämtlicher Transporte, er sorgte durch seine Beauftragten in der SD-Struktur, bei den Befehlshabern und Kommandeuren der Sicherheitspolizei und des SD (BdS und KdS) sowie den Polizeiattachés für die Einhaltung der Fahrpläne und die Zusammenstellung und Auslastung der Eisenbahnzüge. Diese brachten die jüdischen Menschen in die Polizeilager, Ghettos und die übergroße Mehrheit in die Konzentrationslager. Damit endeten sie direkt in den Gaskammern. Er war somit direkt mitverantwortlich für die Enteignung, Deportation und Ermordung von rund sechs Millionen Juden.
Die Reisen Eichmanns, bei denen er sich über die Umsetzung von Deportationen und Morden informierte, rekonstruierte der Historiker Götz Aly mit Zitaten aus Eichmanns Götzen betitelten Aufzeichnungen:

„Im Herbst 1941 besuchte er eine Massenerschießung in Minsk, später – vermutlich im November – das noch im Bau befindliche Vernichtungslager Bełżec, die Gaswagenstation Chełmno (Kulm) nördlich von Łódź inspizierte er während des Vernichtungsbetriebs im Januar und erst danach, ‚im Frühjahr 1942‘, das Vernichtungszentrum Auschwitz: ‚Höß, der Kommandant, sagte mir, daß er mit Blausäure töte. Runde Pappfilze waren mit diesem Giftstoff getränkt und wurden in die Räume geworfen, worin die Juden versammelt wurden. Dieses Gift wirkte sofort tödlich.‘“

Eichmann soll alle größeren Vernichtungslager besucht und Ermordungen in Augenschein genommen haben. Er verschaffte sich so den Überblick über die industrielle Vernichtung von Menschen nach 1941, um Methode und Logistik der Vernichtung vom Schreibtisch aus rationalisieren zu können.
Für die Wannseekonferenz am 20. Januar 1942, auf der die bereits vorher beschlossene sogenannte Endlösung der Judenfrage koordiniert wurde, verfasste Eichmann die Redevorlagen für Heydrichs Vortrag und war verantwortlich für die Protokollführung. Noch im gleichen Monat begann der Ausbau des Referates IV B 4 im Reichssicherheitshauptamt und die Zugliederung weiteren Personals. Auch die Auslandskontakte zur Umsetzung der gesteckten Zielstellung wurden verstärkt und mit SD-Offizieren bei den Befehlshabern der Sicherheitspolizei und des SD (BdS) oder den Polizeiattachés an den diplomatischen Missionen besetzt.
Als am 19. März 1944 mit dem Unternehmen Margarethe die deutsche Besetzung Ungarns begann, war das sogenannte Eichmann-Kommando hauptverantwortlich für die Massendeportation ungarischer Juden in die Vernichtungslager. Gleichzeitig verhandelte er im Auftrag Heinrich Himmlers gemeinsam mit Kurt Becher mit dem jüdischen Hilfskomitee in Budapest über den Freikauf einzelner jüdischer Gefangener.
Trotz seiner besonderen Stellung innerhalb der SS begegnete Eichmann Adolf Hitler nie persönlich.

#### Gerüchte über Eichmann als Hebraist
Seit den späten 1930er-Jahren stand Eichmann im Ruf, besondere Kenntnisse der jüdischen Kultur und der jüdischen Sprachen zu besitzen. Damit verbunden war die Annahme, Eichmann sei in der Nähe von Tel Aviv geboren; seine Eltern seien Deutsche gewesen, die in der von der Tempelgesellschaft unterhaltenen Siedlung Sarona am Fluss Jarkon gelebt hätten. Weiter wurde vermutet, Eichmann könne fließend jiddisch und hebräisch sprechen, sei mit den jüdischen Riten vertraut und könne sich unbemerkt unter Juden bewegen.
Diese Gerüchte wurden vermehrt seit dem Beginn des Zweiten Weltkriegs in deutsch-jüdischen Exil-Zeitungen veröffentlicht, darunter im New Yorker Aufbau oder in der Pariser Tageszeitung. Der Aufbau bezeichnete Eichmann im Dezember 1940 als „perfekten Hebraisten“. Auch unter den in Deutschland lebenden Juden waren diese Gerüchte verbreitet. Sie hielten sich noch über das Ende des Zweiten Weltkriegs hinaus; 1947 äußerten mehrere jüdische Tageszeitungen die Vermutung, es sei Eichmann aufgrund seiner besonderen Fähigkeiten gelungen, unerkannt nach Palästina einzuwandern, wo er versteckt unter Juden lebe.
Diese Gerüchte entsprachen nicht der Realität. Benjamin Murmelstein, der Eichmann jahrelang zuarbeitete, berichtet, dass dieser noch nicht einmal wusste, dass die hebräische Schrift von rechts nach links gelesen wird. Eichmann hatte keine Beziehung zur Templersiedlung von Sarona und konnte weder Hebräisch noch Jiddisch sprechen. Gesichert ist lediglich, dass er sich zunächst im Selbststudium und 1937 anlässlich einer gemeinsamen Reise mit Herbert Hagen nach Haifa und Kairo einige Grundkenntnisse im Hebräischen angeeignet und „einzelne Sprachversatzstücke“ aufgenommen hatte. Außerdem hatte er seitens seiner Stiefmutter angeheiratete jüdische Verwandte, denen er nach seiner Aussage im Eichmann-Prozess inoffiziell die Ausreise in die Schweiz ermöglicht hatte.
Forscher gehen heute davon aus, dass Eichmann die Gerüchte um seine Person gezielt verbreitete oder von seinem Mitarbeiter Dieter Wisliceny verbreiten ließ. Dabei soll er zwei Ziele verfolgt haben: Einerseits sei es ihm darum gegangen, „den jüdischen Gemeinden (in Deutschland) Angst zu machen“ und die Ausreisebereitschaft angesichts einer Situation zunehmender Unsicherheit zu erhöhen. Andererseits wollte Eichmann bei deutschen Behörden als Experte für jüdische Kultur anerkannt werden und dadurch seine Machtbasis innerhalb der Verwaltung stärken.

### Kriegsgefangenschaft, Untertauchen und Flucht

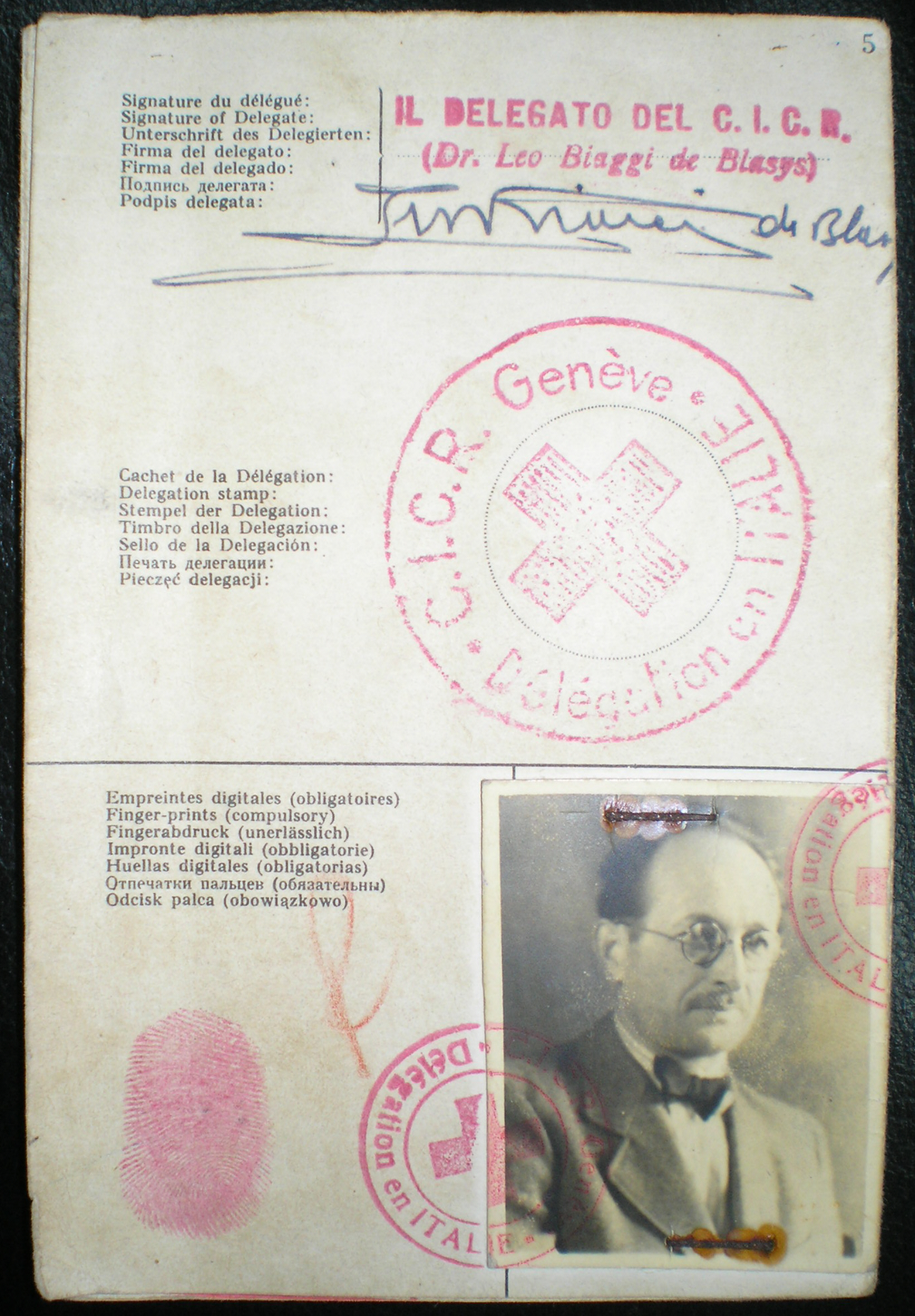
Der Rotkreuz-Ausweis, mit dem Eichmann 1950 unter falschem Namen nach Argentinien einreiste. Ausgestellt von Leo Biaggi de Blasys.

Im Frühjahr 1945 trennte sich Eichmann im österreichischen Altaussee von seiner Familie und den letzten verbliebenen Mitarbeitern. Unter dem Namen Adolf Barth und im angeblichen Rang eines Obergefreiten der Luftwaffe geriet er in US-Kriegsgefangenschaft. Aufgrund seiner Blutgruppentätowierung, die ihn eindeutig als SS-Mitglied auswies, bezeichnete er sich jedoch bald als SS-Untersturmführer Otto Eckmann. Man internierte ihn im Gefangenenlager Oberdachstetten. Nachdem er gegenüber einigen Mitgefangenen seine wahre Identität preisgegeben hatte, erhielt er von dem ehemaligen SS-Offizier Hans Freiesleben im Januar 1946 ein Empfehlungsschreiben, das ihm ein Untertauchen in der kleinen Ortschaft Altensalzkoth in der Lüneburger Heide ermöglichen sollte. Im Februar floh Eichmann aus dem Lager und gelangte mit der Unterstützung alter Seilschaften über Hamburg zu diesem neuen Zufluchtsort. Auf seinem Weg dorthin konnte er sich gefälschte Papiere beschaffen, die ihn als Kaufmann Otto Heninger aus Prien auswiesen, geboren in Breslau. Unter diesem Namen nahm er in der Kloster-Revierförsterei Kohlenbach eine Arbeit als Holzfäller und Waldarbeiter an.
Bereits am 3. Januar 1946 hatte Dieter Wisliceny vor dem Nürnberger Prozess ausgesagt, Eichmann habe ihm gegenüber im Februar 1945 seinen Suizid im Falle einer deutschen Niederlage mit den Worten angekündigt: „Ich werde lachend in die Grube springen, denn das Gefühl, fünf Millionen Menschen auf dem Gewissen zu haben, ist außerordentlich befriedigend.“
Als 1948 sein Arbeitgeber, die Firma Burmann, den Betrieb einstellen musste, mietete er sich auf einer Hofstelle in Altensalzkoth für eine monatliche Miete von zehn Mark ein 18-m²-Zimmer, kaufte etwa hundert Hühner und lebte vom Verkauf von Eiern und Geflügel sowie von Gelegenheitsarbeiten. Mit Hilfe des Sterzinger Pfarrers Johann Corradini gelangte er über die österreichische Grenze nach Südtirol, wo er im Franziskanerkloster Bozen untergebracht wurde. Im Jahr 1950 hatte er ausreichende Ersparnisse, um mit Hilfe deutsch-katholischer Kreise um den österreichischen Bischof Alois Hudal im Vatikan über Italien entlang der sogenannten Rattenlinien nach Argentinien auszuwandern. Eichmann gab sich als Ricardo Klement aus. Dieser Name stand auch im Flüchtlingspass des Internationalen Komitees vom Roten Kreuz in Genf. Einige Zeit später holte er seine Familie nach. Sie lebten in relativ bescheidenen Verhältnissen. 1955 wurde der Sohn Ricardo Eichmann geboren, der nach dem nun vom Vater verwendeten Namen benannt wurde. Eichmann fand schließlich eine Anstellung als Elektriker im Lkw-Werk von Daimler-Benz in González Catán.

### Hinweise auf Eichmanns Aufenthaltsort

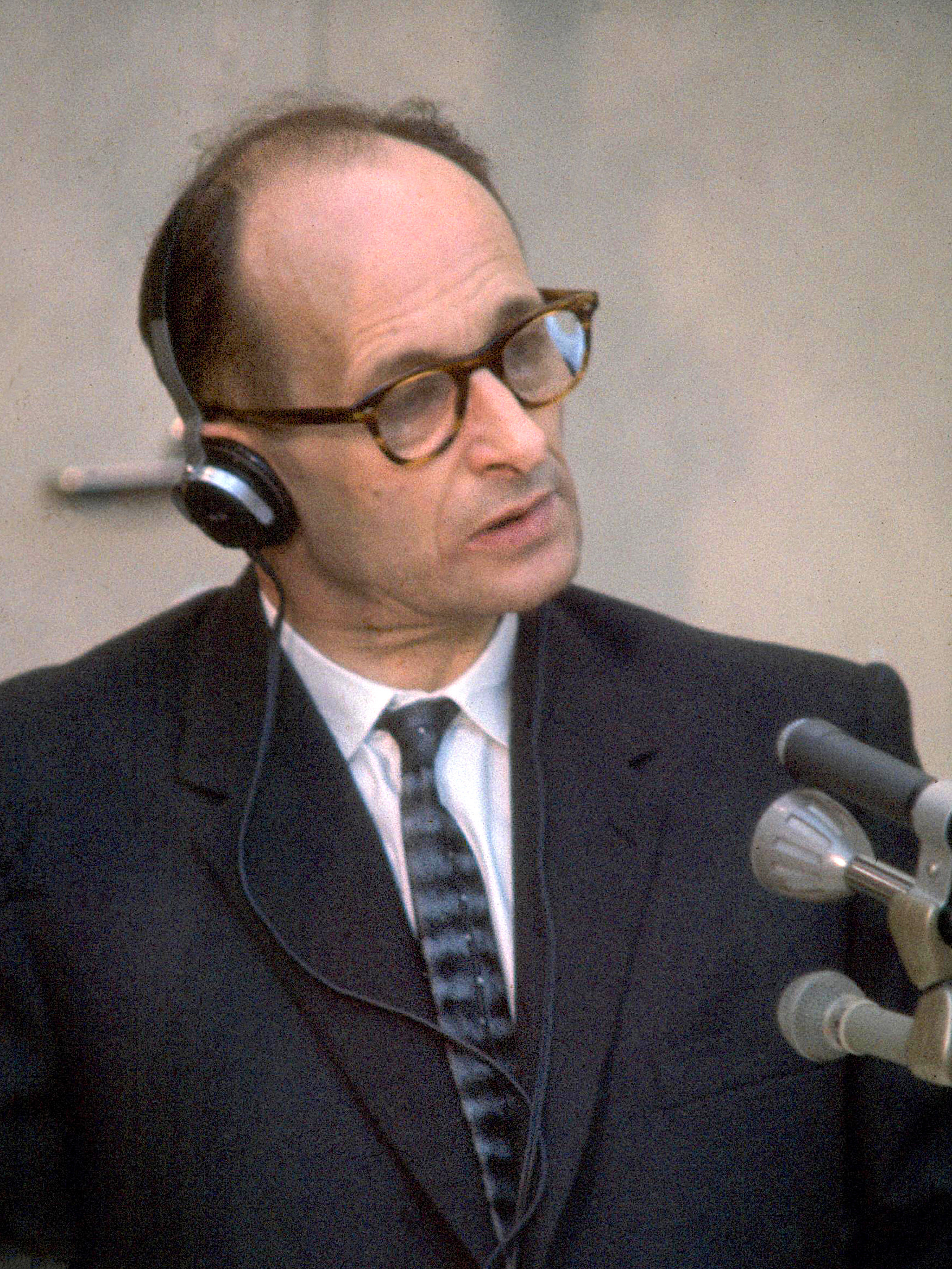
Adolf Eichmann während des Prozesses gegen ihn in Jerusalem (Mai 1961)

Der hessische Generalstaatsanwalt Fritz Bauer erhielt 1957 einen Brief des mit ihm befreundeten deutschen Juden und KZ-Überlebenden Lothar Hermann aus Buenos Aires, dessen Tochter Sylvia Eichmanns ältesten Sohn kennengelernt und sich über dessen antisemitische Äußerungen gewundert hatte. Fritz Bauer informierte die israelische Regierung, denn es bestand ein Haftbefehl und er fürchtete, dass ein deutsches Auslieferungsbegehren Eichmann warnen würde. Die Regierung von David Ben Gurion hatte jedoch kein Interesse an der Verfolgung von Naziverbrechern, weil sie nach dem Luxemburger Abkommen ihre Beziehungen zur Regierung Adenauer nicht gefährden wollte. Ein eigens angereister Mossad-Agent soll nach der Besichtigung von Eichmanns Wohnung in der Calle Chacabuco zu der Einschätzung gekommen sein, ein so wichtiger Nationalsozialist könne nicht in so ärmlichen Verhältnissen leben. Aber Lothar Hermann mobilisierte die deutsch-jüdische Gemeinschaft in Buenos Aires und schrieb schließlich im März 1960 einen Brief an die israelischen Behörden: „Wie es scheint, haben Sie kein Interesse, Eichmann zu fassen.“
Wie im August 2021 bekannt wurde, stammte der entscheidende Hinweis samt Belegen auf Eichmanns Aufenthaltsort in Buenos Aires, der den Zugriff des Mossad auslöste, von dem deutschen Geologen und Historiker Gerhard Klammer, dem Adolf Eichmann zwischen 1950 und 1953 bei einer Baufirma in der Provinz Tucumán im Nordwesten Argentiniens als „Landvermesser“ zugearbeitet hatte. Bei einem weiteren Argentinien-Aufenthalt Klammers im Herbst 1959 kam es zu einer Zufallsbegegnung mit Eichmann an dessen neuer Wirkungsstätte in Buenos Aires, bei der Klammer Kenntnis von Eichmanns genauem Aufenthaltsort erlangte. Unter Mitwirkung seines Göttinger Studienfreundes Giselher Pohl, Militärpfarrer in Unna, und von dessen Vorgesetztem Hermann Kunst, dem ersten evangelischen Militärbischof der Bundeswehr, gelangte diese Information samt Belegen im November 1959 an Fritz Bauer. Als Bauer dem Mossad im Dezember 1959 in Jerusalem Klammers Belege übermittelte, ohne seinen Informanten preiszugeben, ordnete Ben Gurion kurz darauf die Ergreifung Eichmanns an.
Anfang 2011 wurde durch erst zu jenem Zeitpunkt freigegebene BND-Akten bekannt, dass der westdeutsche Auslandsgeheimdienst (Organisation Gehlen, ab 1956 BND) bereits 1952 sichere Kenntnis vom Aufenthaltsort Eichmanns hatte. Die Journalistin Gaby Weber klagte 2010 erfolgreich vor dem Bundesverwaltungsgericht auf Freigabe der Akten, die zuvor mit einer Sperrerklärung des Bundeskanzleramtes versehen waren. Bereits im Juni 2006 hatten erstmals zugängliche CIA-Akten Hinweise darauf geliefert, dass Eichmanns Aufenthaltsort der CIA sowie dem BND und damit vermutlich auch der Bundesregierung bereits seit 1958 bekannt war. Nach der Einschätzung des Historikers Timothy Naftali deutet das Material darauf hin, dass es in westdeutschen Geheimdienstkreisen Befürchtungen in Bezug auf mögliche Aussagen Eichmanns über Hans Globke gab. Der damalige Chef des Bundeskanzleramts war während der Nazi-Zeit Herausgeber eines Kommentars zu den Nürnberger Rassengesetzen gewesen. Naftali spricht von einer „Eichmann-Krise in der Bonner Regierung“. Weder diese noch die CIA informierten Israel über ihren Kenntnisstand, obwohl der Staat seit Jahren nach Eichmann suchte.

### Festnahme in Argentinien und Entführung nach Israel
Eichmann fühlte sich in Argentinien sehr sicher und gab sogar Interviews. Aber soweit er je stillen Schutz aus den USA oder Westdeutschland hatte, verlor er ihn, als er versuchte, sich in Interviews mit Willem Sassen, einem niederländischen SS-Mann und NS-Propagandisten, durch die Belastung Dritter reinzuwaschen und Sassen Teile der Interviews an das Life-Magazin verkaufen wollte. CIA-Chef Allen Dulles meldete am 20. September 1960, Life wolle die Fluchterinnerungen Eichmanns drucken.
Am 11. Mai 1960 gelang einer Zielfahndergruppe des Mossad (u. a. Peter Malkin, Zvi Aharoni und Rafi Eitan) der Zugriff auf Eichmann in San Fernando, einem Stadtteil von Buenos Aires. Argentinien hatte zu der Zeit kein Auslieferungsabkommen mit Israel, so dass die Operation ohne Einbeziehung der örtlichen Behörden ausgeführt wurde. Laut 2025 von Argentinien freigegebenen Dokumenten wurde die Aktion jedoch von Mitgliedern der argentinischen Sicherheitskräfte unterstützt. Die Zielperson „Attila“ (Eichmann) wurde sodann mit einem Flugzeug der El Al – als Flugbesatzungsmitglied getarnt und so an den argentinischen Flughafenkontrollen vorbeigeschmuggelt – am 22. Mai direkt von Buenos Aires nach Israel verbracht. Premierminister David Ben Gurion gab am 23. Mai bekannt, dass Eichmann sich in Israel in Haft befinde.
Am 23. Mai 1960 erließ der Distriktrichter in Haifa den Haftbefehl gegen Eichmann. Auf Antrag Argentiniens befasste sich auch der Sicherheitsrat der Vereinten Nationen mit dem Vorfall. Er stellte nach einer Anhörung Israels mit der Resolution 138 vom 23. Juni 1960 fest, dass ein Vorgehen wie das in Betracht stehende im Wiederholungsfall den internationalen Frieden und die Sicherheit gefährden könne, und verlangte von Israel die Leistung angemessener Wiedergutmachung. In einer gemeinsamen Erklärung vom 3. August 1960 ließen Argentinien und Israel verlautbaren, übereingekommen zu sein, die Angelegenheit, die auf ein Vorgehen israelischer Staatsbürger zurückgehe, das fundamentale Rechte des argentinischen Staates verletzt habe, als erledigt zu betrachten.
Lothar Hermann, der erste Hinweisgeber, wurde 1961 in Argentinien verhaftet und misshandelt. Erst 1972 erhielt er heimlich die von der israelischen Regierung ausgelobte Belohnung. Im Jahr 2012 wurde er von der jüdischen Gemeinde Buenos Aires geehrt.

### Prozess und Hinrichtung

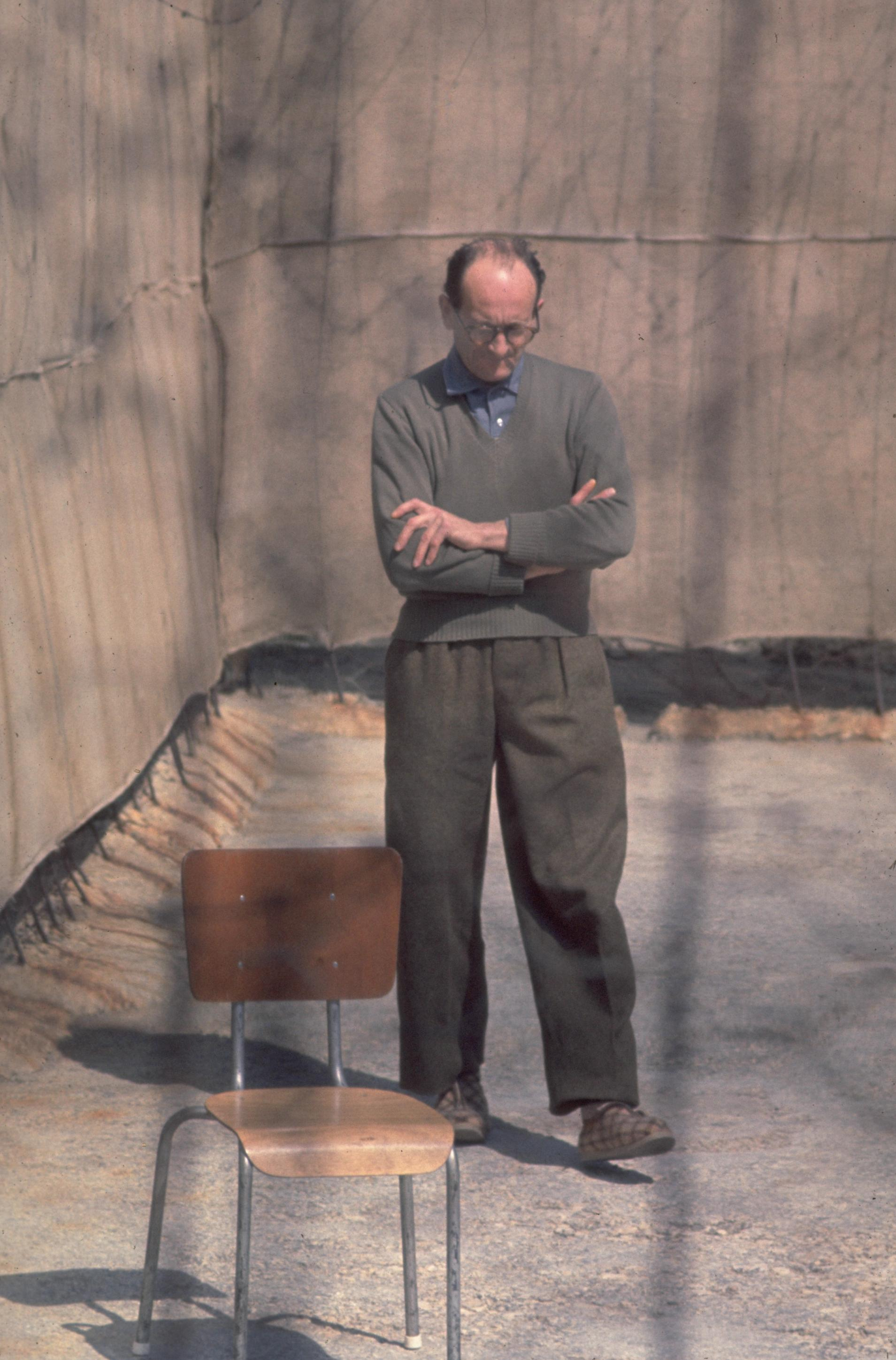
Adolf Eichmann im Hof des Ajalon-Gefängnisses in Israel (April 1961)

Eichmann war der erste Nationalsozialist, der in Israel nach dem Gesetz zur Bestrafung von Nazis und Nazihelfern angeklagt wurde. Der Eichmann-Prozess vor dem Jerusalemer Bezirksgericht (Aktenzeichen 40/61) begann am 11. April 1961 und endete am 15. Dezember des Jahres mit dem Todesurteil. Das Urteil wurde am 29. Mai 1962 durch das Berufungsgericht bestätigt.
Eichmanns Zelle hatte eine Größe von drei mal vier Metern. Die Sicherungsmaßnahmen waren enorm, da die israelische Regierung fürchtete, Eichmann könne Suizid begehen. Ein Wachmann saß rund um die Uhr in seiner Zelle, hinter der Zellentür ein zweiter, der durch ein Guckloch seinen Kollegen beobachtete. Ein weiterer Wachposten stand hinter der Tür zum Ausgang. In der Zelle brannte Tag und Nacht Licht und ein Polizeiarzt untersuchte Eichmann zweimal täglich.
Die von dem israelischen Generalstaatsanwalt Gideon Hausner ausgearbeitete Anklageschrift umfasste fünfzehn Punkte, unter anderem „Verbrechen gegen das jüdische Volk“, „Verbrechen gegen die Menschlichkeit“, „Kriegsverbrechen“ und die „Mitgliedschaft in einer verbrecherischen Organisation“.
Im Verlauf des Verfahrens wurden mehr als einhundert Zeugen aufgerufen und Tausende von Dokumenten als Beweismaterial vorgelegt. Insbesondere die Zeugenaussagen der Überlebenden der Konzentrationslager trugen mit dazu bei, dass die Schrecken der Verfolgung und Vernichtung der europäischen Juden einer breiten Öffentlichkeit ins Bewusstsein gerufen wurden. Die internationalen Medien berichteten ausführlich über diesen spektakulären Prozess und Adolf Eichmann wurde rasch zum Stereotyp eines NS-Schreibtischtäters. Vor allem auch in der deutschen Öffentlichkeit stieß der „Fall Eichmann“ auf großes Interesse. Alle großen deutschen Tageszeitungen sowie das Fernsehen berichteten ausführlich und nahezu täglich über den Jerusalemer Prozess. Sein Strafverteidiger war der Deutsche Robert Servatius.
Eichmann beharrte vom Beginn des Prozesses bis zum Schluss und auch noch in seinem späteren Gnadengesuch darauf, dass er im juristischen Sinne unschuldig sei, und berief sich auf einen vermeintlichen Befehlsnotstand. Menschlich habe er sich durch die Mitwirkung an der Deportation aber schuldig gemacht. Gleichzeitig bot er an, öffentlich Suizid zu begehen, da Reue nur etwas für kleine Kinder sei, Sühne aber so möglich wäre. Ein persönlich an den israelischen Präsidenten Jizchak Ben Zwi gerichtetes Gnadengesuch Eichmanns wurde abgelehnt. Das Todesurteil wurde am 1. Juni 1962 um 0:02 Uhr im Ajalon-Gefängnis von Ramla durch den Gefängnisbeamten Schalom Nagar durch Hängen vollstreckt. Eichmann ist der bislang einzige Mensch, der nach einem Gerichtsverfahren der israelischen Justiz zum Tode verurteilt und hingerichtet wurde. Seine Asche wurde von einem Flugzeug aus über dem Mittelmeer verstreut.
Rafi Eitan, der Eichmann zur Hinrichtung begleitete, behauptete, dass dessen letzte Worte an ihn gewandt lauteten: „Ich hoffe, du folgst mir bald nach.“
Das israelische Nationalarchiv hat 380.000 Seiten Prozessakten zum 80. Jahrestag der Befreiung von Auschwitz im Januar 2025 online gestellt.

## Mitarbeiter Eichmanns
Als Mitarbeiter Eichmanns wurden, besonders durch ihre Tätigkeit als Judenreferent in verschiedenen SD-Dienststellen, bekannt:
- Franz Abromeit (1907–1964) seit 1942 im Reichssicherheitshauptamt Referat IV B 4 tätig
- Friedrich Boßhammer (1906–1972), im Januar 1942 ins RSHA Referat IV B 4 versetzt
- Alois Brunner (* 1912 – formal für tot erklärt 2021), sein Stellvertreter, seit November 1938 Zentralstelle Wien
- Theodor Dannecker (1913–1945), seit 1937 im Sicherheitsdienst Abt. II 112
- Rolf Günther (1913–1945), ebenfalls als Stellvertreter, ab Juli 1938 in der Zentralstelle, Wien
- Hermann Krumey (1905–1981), sein Stellvertreter in Ungarn, 1944 dem Reichssicherheitshauptamt Referat IV B 4 zugeteilt

## Rezeption

### Sassen-Interview
In Argentinien fand Eichmann Kontakt zu einer Gruppe um Eberhard Fritsch, der in seinem Dürer-Verlag die rechtsextreme Zeitschrift Der Weg erscheinen ließ. Man traf sich von April bis November 1957 an den Wochenenden im Haus von Willem Sassen, einem ehemaligen SS-Kriegsberichterstatter und Autor des Dürer-Verlags. Auch Ludolf-Hermann von Alvensleben nahm regelmäßig teil. Die Treffen sollten Veröffentlichungen vorbereiten, mit denen man zur Rehabilitierung des Nationalsozialismus den millionenfachen Judenmord widerlegen oder relativieren wollte. Eichmann leugnete jedoch nichts, sondern bestätigte den Ausrottungsplan:

„Ich muß Ihnen ganz ehrlich sagen, hätten wir von den 10,3 Millionen Juden, die Korherr, wie wir jetzt nun wissen, ausgewiesen hat, 10,3 Millionen Juden getötet, dann wäre ich befriedigt und würde sagen, gut, wir haben einen Feind vernichtet.“

„Ich war kein normaler Befehlsempfänger, dann wäre ich ein Trottel gewesen, sondern ich habe mitgedacht, ich war ein Idealist gewesen.“

Als „Sassen-Interviews“ werden die entstandenen handschriftlichen Notizen, Kommentare und die Abschriften von über 72 Tonbändern auf rund eintausend Seiten bezeichnet. Wie ein Vergleich mit den wenigen erhaltenen Tonbändern zeigt, sind die Transkriptionen teilweise gekürzt, nicht vollständig und nicht ohne Eingriffe, aber keinesfalls eine Redaktion, gewollte Verfälschung oder Verzerrung. Als Eichmann in Israel inhaftiert war, bearbeitete Sassen das Material, entfernte Interviews mit anderen Teilnehmern sowie den Inhalt der Tonbänder 6 bis 10, in denen allzu deutliche Israel-Kritik stand, und ließ das Transkript mit einem Vortrag Eichmanns in Band 67 enden, der sich wie ein Schlusswort las. Dieses Material bot er unter anderen den Zeitschriften Life, Der Spiegel und dem Stern an, der am 25. Juni 1960 erste biografische Teile daraus veröffentlichte.
In diesen Interviews äußerte Eichmann:

„Unsere Aufgabe für unser Blut und für unser Volk und für die Freiheit der Völker hätten wir erfüllt, hätten wir den schlauesten Geist der heute lebenden menschlichen Geister vernichtet. Denn das ist’s, was ich Streicher sagte, was ich immer gepredigt habe, wir kämpfen gegen einen Gegner, der durch viel viel tausendjährige Schulung uns geistig überlegen ist.“

Der Generalstaatsanwalt Gideon Hausner verfügte lediglich über Kopien von 713 getippten Seiten von 67 Tonmitschnitten und 83 handgeschriebenen Seiten bzw. Seitenteilen, ohne zu wissen, dass dieses Konvolut unvollständig war: Es fehlten fünf Tonband-Abschriften, handschriftliche Kommentare und rund einhundert Seiten mit Notizen. Eichmann versuchte, grundlegende Zweifel an der Verlässlichkeit der Quelle zu säen: Es habe sich um „Wirtshausgespräche“ gehandelt und Sassen habe ihm bestimmte Aussagen in den Mund gelegt. Die von Eichmann eigenhändig korrigierten Auszüge ließ das Jerusalemer Bezirksgericht aber gleichwohl als Beweismittel im Eichmann-Prozess zu.
Im März 1961 trafen sich Hermann Langbein aus Wien, Thomas Harlan aus Warschau und Henry Ormond aus Frankfurt und machten Fritz Bauer ein umfangreicheres Exemplar der Argentinien-Papiere zugänglich. Eine Veröffentlichung und ein Abgleich mit dem Material in Jerusalem unterblieb: Das Konvolut war Eichmanns Bruder Robert durch einen gezielten Einbruch entwendet worden.
1979 verkaufte Eichmanns Verteidiger Robert Servatius seine Unterlagen an das Bundesarchiv. Sassen übergab die noch erhaltenen Original-Papiere und seine restlichen Tonbandaufnahmen von 29 Stunden Dauer an die Familie Eichmann, die diese an einen Schweizer Verlag veräußerte, ehe sie an das Bundesarchiv Koblenz gelangten.

### Hannah Arendt über Adolf Eichmann
Die Politologin Hannah Arendt, die den Nationalsozialisten knapp über Frankreich nach New York entkommen war, schrieb über den Prozess ursprünglich im Auftrag der Zeitschrift The New Yorker Reportagen. In ihrem Buch Eichmann in Jerusalem taucht der Begriff der „Banalität des Bösen“ auf, der eine große Kontroverse unter Intellektuellen auslöste. Arendt betonte, dass es sich um einen Bericht handele und die mögliche Banalität des Bösen nur auf der Ebene des Tatsächlichen liege. Eichmann sei einer der „größten Verbrecher“ seiner Zeit gewesen. Sie beschrieb Eichmann als „Hanswurst“, „schier gedankenlos“, „realitätsfern“ und ohne Fantasie, dem man „beim besten Willen keine teuflisch-dämonische Tiefe abgewinnen“ könne. Die Lektion des Prozesses sei, dass ein solcher Mensch derart viel Unheil angerichtet habe. Hinzu kam die Art des Verbrechens, die nicht einfach kategorisierbar sei. Was in Auschwitz geschah, sei ein beispielloser „industrieller Massenmord“ gewesen. Zwar übte sie Kritik an der Durchführung des Prozesses in Israel – sie hätte ein internationales Gremium vorgezogen –, das Todesurteil jedoch befürwortete sie.
Insbesondere wegen ihrer Kritik an der Durchführung des Prozesses durch die israelische Justiz sowie am Verhalten einzelner Vertreter jüdischer Organisationen während des „Dritten Reiches“ wurde ihr Bericht über den Eichmann-Prozess sowohl in Israel als auch innerhalb eines großen Teils der jüdischen Gemeinschaft deutlich abgelehnt.
Hannah Arendt lag bei der Verfassung ihrer Eichmann-Texte lediglich ein vom Gericht als Beweisstück angenommenes Schriftstück von Eichmann selbst vor, obwohl ihr vom stellvertretenden Ankläger Gabriel Bach Einsicht in sämtliche Unterlagen angeboten wurde. Das waren Notizen über seine Tätigkeit: „Betrifft: Meine Feststellungen zur Angelegenheit Judenfragen und Maßnahmen der nationalsozialistischen deutschen Reichsregierung zur Lösung dieses Komplexes in den Jahren 1933 bis 1945.“ Daher kannte sie das vollständige Sassen-Interview, in dem Eichmann seine Freude über seine Verbrechen ausdrückt, nicht. Sie erwähnt lediglich die im Life-Magazin abgedruckte Version, die aus Gründen der besseren Vermarktung gekürzt und vor allem (durch Sassen und die Familie Eichmann) bereinigt worden war.
Nach Ansicht Bettina Stangneths täuschte sich Hannah Arendt in ihrem Urteil, da sie auf Grundlage weniger Aussagen im Verhör und Prozess urteilte und die früher getätigten Äußerungen nicht kannte. Tatsächlich konnte Eichmann schlagkräftig argumentieren, auch sei er „mit philosophischen Ideen vertraut gewesen, die man keineswegs zur Allgemeinbildung rechnet“. Das Urteil von Stangneth trifft sich mit dem vieler anderer Historiker wie David Cesarani, Yaacov Lozowick oder Irmtrud Wojak. Nach Ansicht einiger Arendt-Verteidiger haben sie übersehen, dass Eichmann von Arendt viel radikaler kritisiert worden sei, als es die Zuschreibung, Eichmann habe aus Antisemitismus gehandelt, sein könne. Arendts Analyse des neuen Verbrechertypus zeige vielmehr, dass Eichmann von einer „Ideologie der Sachlichkeit“ durchdrungen war, die die vollständige Zerstörung jeglichen Urteilsvermögens, jeglichen lebendigen Denkens einschloss. Und diese Zerstörung des Denkens sei in ihrer politischen Theorie des Antisemitismus bereits angelegt. Damit sei in der Banalität des Bösen der Antisemitismus in seiner radikalen Ausformulierung anzutreffen. Die „Ideologie der Sachlichkeit“ ging mit einer Begeisterung für Hitler einher. Mit dem verinnerlichten „Willen des Führers“ arbeitete Eichmann begeistert an dem Vernichtungsprojekt. Seine Initiativkraft und diese Begeisterung für die Arbeit hat Arendt nicht in Abrede gestellt, wenn sie auch Eichmanns Bildung bezweifelte und entsprechende Äußerungen für einen lächerlichen Versuch hielt, wie ein Bildungsbürger zu wirken. Einige Arendt-Verteidiger beharren aber darauf, dass es ihr nicht darum ginge, Eichmann als historische Figur zu beschreiben – ihr Buch sei vielmehr ein Bestandteil ihrer politischen Theorie.
In einer Vorlesungsreihe (Über das Böse) reflektiert sie 1965 nochmals das Verhalten von Eichmann.

### Eichmanns Apologie
Zu Beginn seiner Haftzeit verfasste Eichmann handschriftlich zwei Texte: Ein erstes Manuskript trug den Titel Meine Memoiren. Dieser apologetische Text fand wenig Interesse bei der Forschung und in den Medien, bis er 1999 von der Tageszeitung Die Welt als angebliche Neuentdeckung veröffentlicht wurde und die Freigabe des zweiten, wesentlich umfangreicheren Manuskripts Götzen in Rede stand. Im März 2000 gab das israelische Staatsarchiv das zweite Eichmann-Manuskript frei. Die Fassung von 676 maschinenschriftlich transkribierten Blättern trägt den Titel Götzen, mit dem Eichmann ausdrücken wollte, dass er die NS-Führer lange vergöttert habe.
Im ersten von drei Teilen berichtet Eichmann über die Judenpolitik in Deutschland, Österreich, Böhmen und Mähren, dem annektierten und besetzten Polen und seine Selbstsicht als Befehlsempfänger. Den zweiten Teil beschrieb Eichmann als „Deportationsangelegenheiten in 12 europäischen Ländern“, den dritten als inneren Monolog nach dem Ende des Zweiten Weltkriegs. Eichmann wiederholt und variiert dabei vielfach seine Verteidigung im Jerusalemer Prozess und beruft sich auf zahlreiche Dokumente, die auch darin verwendet wurden. Daher gehen seine Einlassungen im Wesentlichen nicht über seine Aussagen im Prozess hinaus, „wirken wie verzweifelte Nachträge des Angeklagten für seine realen Richter, die die Beweisaufnahme zwar abgeschlossen, aber weder den Schuldspruch noch das Strafmaß verkündet hatten.“ Den Stil des am 6. September 1961 für im Wesentlichen abgeschlossen erklärten Manuskriptes nennt Götz Aly berichtend und schubweise kitschig-literarisierend. Seinen Wert für die Holocaustforschung schätzt Aly als eng begrenzt ein, da Eichmanns Aussagen nur dort neue Informationen enthalten, wo er andere Täter belastet, die sich zuvor unter Verweis auf Eichmann reingewaschen hatten. „Wo es um seine eigentliche Tätigkeit geht, lügt Eichmann, verschweigt, schwindelt sich an der Wahrheit entlang, beruft sich auf Befehle oder weicht auf anekdotisches Spielmaterial aus“. Vor Gericht gab sich Eichmann teils einsichtig, sprach vom „kapitalsten Verbrechen in der Menschheitsgeschichte“ und sagte aus:

„Es ist mir heute klar, dass jeder Nationalismus in seiner überspitzten Form zum krassen Egoismus führt, und von dort aus ist es zum Radikalismus nicht mehr sehr weit.“

Eichmann behauptete, die Vernichtungs-Maschinerie sei „automatisch“, ohne „Aktionsbesprechungen“ und nur auf Befehl Himmlers abgelaufen, bestätigte aber gleichzeitig und vorbehaltlos auf Nachfrage des Gerichtes die sowohl feldzugartige als auch täuschende Kriegsführung durch Irreführung (so die Formulierungen des Richters) gegen Juden:

„‚… diese Judenräte als Instrumente der deutschen Judenpolitik erleichterten doch sehr die Ausführung der Maßnahmen gegen die Juden (…) sie einzuspannen in den Dienst ihrer eigenen Vernichtung?‘ — Eichmann: „Jawohl.““

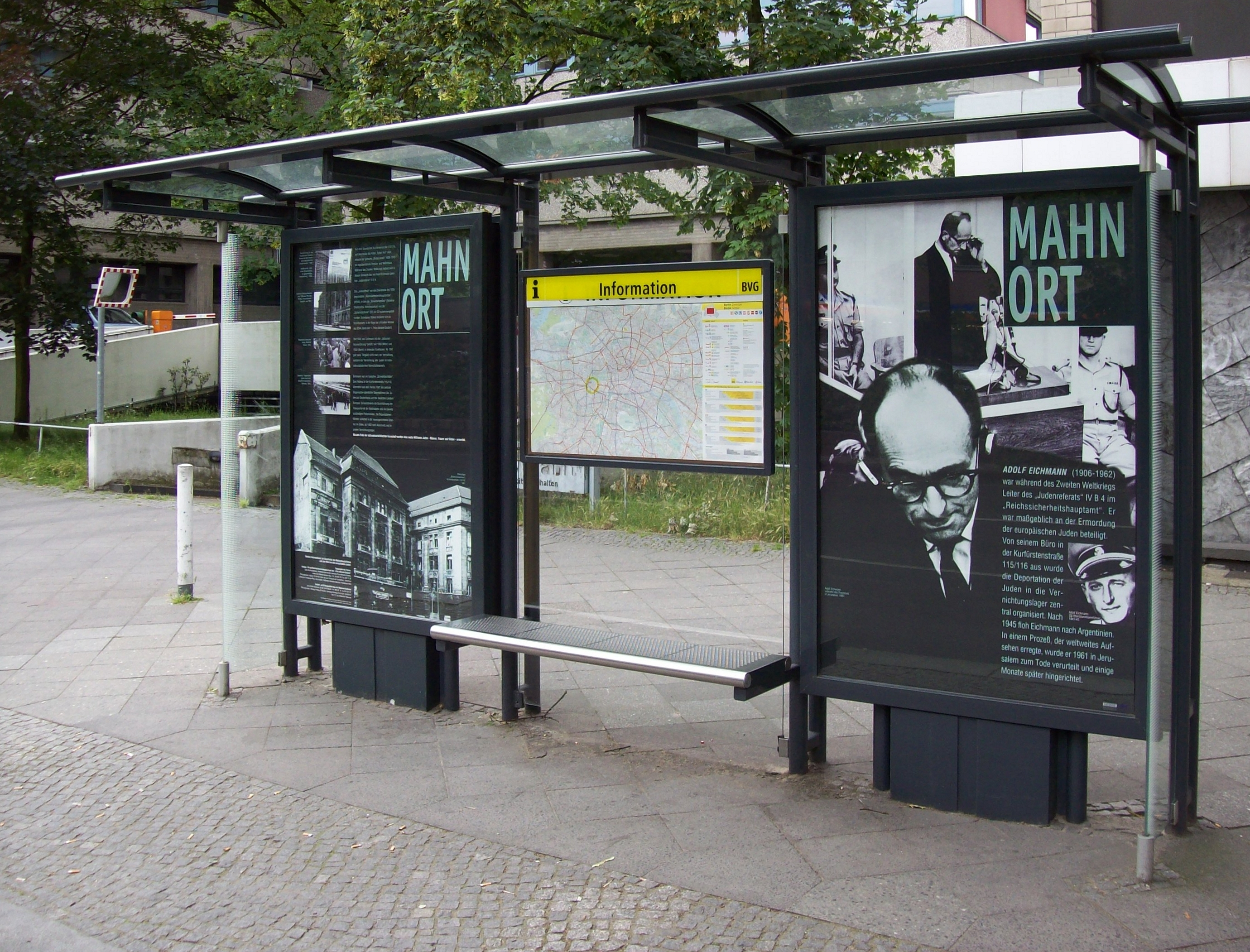
Mahn-Ort-Bushaltestelle in der Berliner Kurfürstenstraße (2009)

### Mahnmal
Die als Mahnmal gestaltete Bushaltestelle Schillstraße in der Kurfürstenstraße (Berlin-Tiergarten) erinnert an das 1961 abgerissene Haus des jüdischen Brüdervereins Kurfürstenstraße 115/116, das 1941 vom sogenannten Eichmannreferat des Reichssicherheitshauptamts bezogen worden war.

## Film und Ton

### Dokumentarmaterial
- Stefan Aust: Die Jagd auf Adolf Eichmann (2 Teile). 2012, 115 Min. Mit Interviews von an der Suche Beteiligten wie Zvi Aharoni.
- Ein Spezialist. Dokumentarfilm von Eyal Sivan, 128 Min. Frankreich, Deutschland, Österreich, Belgien, Israel 1998.[76]
- Operation Eichmann. Beitrag zur Sendereihe 100 Jahre – Der Countdown von Guido Knopp, 9 Min, ZDF 1999.
- Adolf Eichmann – Begegnungen mit einem Mörder. TV-Dokumentation, NDR/BBC 2003.[77]
- Jo Brauner, Julia Westlake, Noah Sow, Hannah Arendt: Laut gegen Nazis. Hörbuch. Teil 1. Verhörprotokolle von A. Eichmann. Universal Family Entertainment, Berlin 2007, ISBN 978-3-8291-1972-6.
- Videos von Zeugenaussagen beim Eichmann-Prozess. auf der Seite des Steven Spielberg Jewish Film Archive.
- Videokanal: The Eichmann Trial. („Der Eichmann-Prozess“) von Yad Vashem.
- Noam Brusilovsky, Ofer Waldman: Adolf Eichmann. Ein Hörprozess. RBB/Deutschlandfunk, Ursendung 2021.

### Spielfilme und Serien
- Holocaust – Die Geschichte der Familie Weiss. 1978 (Tom Bell als Eichmann)
- Die Wannseekonferenz. 1984 (Gerd Böckmann)
- Der Mann, der Eichmann jagte. 1996 (Robert Duvall)
- Die Wannseekonferenz. 2001 (Stanley Tucci)
- Eichmann. 2007 (Thomas Kretschmann)
- Eichmanns Ende – Liebe, Verrat, Tod. 2010 (Herbert Knaup)
- Hannah Arendt: Ihr Denken veränderte die Welt. 2012 (Margarethe von Trotta)
- Der Staat gegen Fritz Bauer. 2015 (Michael Schenk als Eichmann)
- Der Fall Eichmann.[78] 2015
- Die Akte General. 2016
- Operation Finale. 2018
- Die Wannseekonferenz. 2022 (Johannes Allmayer)
- Jagd auf Eichmann 1961

### Theater
- Eichmann von Rainer Lewandowski mit Franz Froschauer als Eichmann. Uraufführung[79] am 26. Februar 2015 im Kulturhaus Bruckmühle in Pregarten.
- Q&A – Questions & Answers von Hans-Werner Kroesinger, Akademie Schloss Solitude Stuttgart; Podewil, Berlin (1996)
- Bruder Eichmann von Heinar Kipphardt (posthume Uraufführung 1983, mit Hans-Michael Rehberg als Adolf Eichmann)